# فرد بيرك
فرد بيرك (بالإنجليزية: Fred Burke)‏ هو Q46961 أمريكي، ولد في 29 مايو 1893 في مابلتون في الولايات المتحدة، وتوفي في 10 يوليو 1940 في Marquette Branch Prison ‏ في الولايات المتحدة.